# پاگانینی ۲۸۵۹
سیارک ۲۸۵۹ (به انگلیسی: 2859 Paganini، نامگذاری:1978RW1) دو هزار و هشتصد و پنجاه و نهمین سیارک کشف شده‌است که در ۵ سپتامبر ۱۹۷۸ کشف شد.
قدر مطلق سیارک برابر ۱۳٫۵۰ است.